# Chloroclystis bistrigata
Chloroclystis bistrigata là một loài bướm đêm trong họ Geometridae.